# 黃夢瑞
黃夢瑞（16世紀—17世紀），福建延平府南平縣人，明朝、南明政治人物。

## 生平
黃夢瑞是萬曆二十二年（1594年）的舉人，四十一年（1613年）會試中副榜，授廣寧知縣，陞撫州同知，幾次代理屬縣事務都有名聲，九年後陞思州知府，致仕後去世，年七十二歲。二年後郭天才攻入福建，部下多為江右人，入官府看見黃夢瑞的牌匾，都勸其他士兵不要打擾。

## 引用
1. 1 2  民國《南平縣志·列傳第二十二》：黃夢瑞，萬厯甲午舉人，癸丑副榜，初授廣寧令，擢撫州郡丞，數攝郡邑篆皆有政聲，九載陞思州守致仕，年七十二卒。後二年郭天才率眾入閩，所至焚掠，其部曲多江右人，至館後見夢瑞牌匾額，相戒勿犯。
2. ↑  錢海岳《南明史·卷六十三·列傳第三十九》：（思州知府）黃夢瑞，南平人。萬曆二十二年舉於鄉。廣寧知縣、撫州同知陞。卒年七十二。